# Chalazion
 Mise en garde médicale

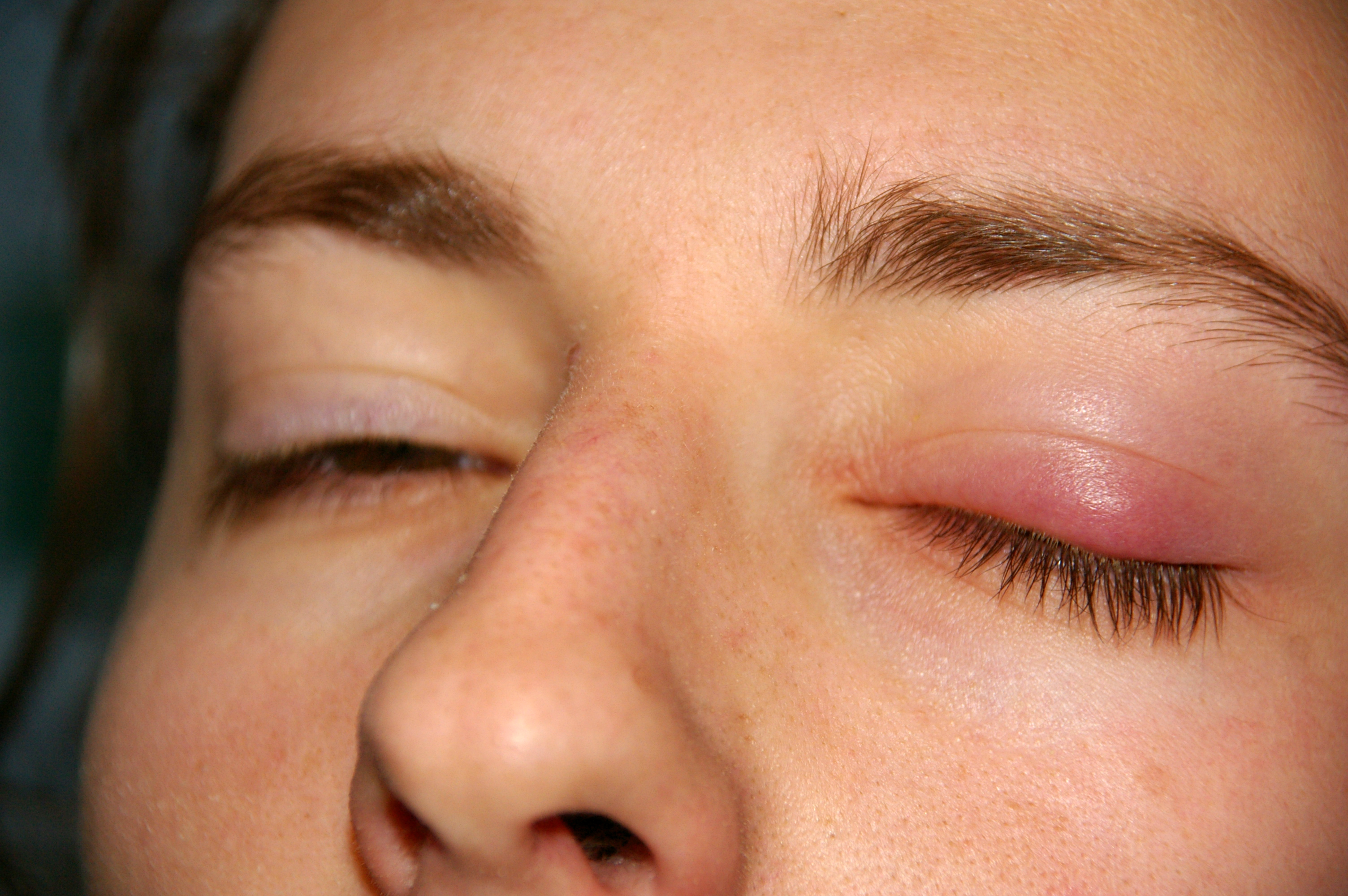
Un début d'inflammation du type chalazion. Dans un stade plus avancé, un chalazion forme une boule localisée qui déborde de la paupière.

Le chalazion (prononcé en vrai : "khalazion", le digraphe problématique 'ch' représentant cette fois-ci le son de la lettre grecque khi afin de préserver l'étymologie du terme, au prix toutefois de la correspondance graphème-phonème qui est le pilier d'un alphabet) (du grec ancien χάλαζα /ˈkʰa.la.za/, « chalaze », « grêlon »), ou hordéole interne, est l'inflammation et l'enkystement d'une ou plusieurs glandes de Meibomius de la paupière. Le chalazion forme une petite boule de consistance ferme située sous la peau et pouvant être douloureuse. Il se forme lorsque le petit canal qui draine une glande de Meibomius se bouche.

## Symptômes
Le chalazion inclut une grosseur dans la paupière. Il peut causer une douleur mineure ou une irritation qui disparaît habituellement rapidement. Il peut dans certains cas s'infecter et s'accompagner d'un gonflement douloureux de la zone. La grosseur ne gêne généralement pas la vue mais, dans de rares cas, elle peut faire pression sur l'œil et modifier la vision.

## Chalazions chroniques
Il peut arriver que les chalazions deviennent chroniques. Ils peuvent être la conséquence d'une blépharite. On peut conseiller un nettoyage quotidien de la paupière et des cils avec un gel nettoyant et un graissage de l'œil avec du liquide graissant.
Dans de très rares cas, il est possible que les chalazions chroniques masquent un carcinome.
Peu de médecins parviennent à identifier l'origine du chalazion, car celle-ci est assez floue.
On soupçonne parfois l'allergie, ou bien la pollution atmosphérique (en région parisienne en France par exemple) d'être à l'origine de l'irritation oculaire.
D'autres suspectent un acarien, le Demodex folliculorum, parasite et/ou symbiote des glandes sébacées et des follicules pileux, d'en être à l'origine (un prélèvement de cil et une analyse peuvent en révéler la présence). La recherche s'intéresse aussi au lien entre D. folliculorum et rosacée, qui semble aussi provoquer des dysfonctionnements oculaires.
Certains pensent aussi que le chalazion  de l'œil est provoqué par la sécheresse oculaire.

## Traitements

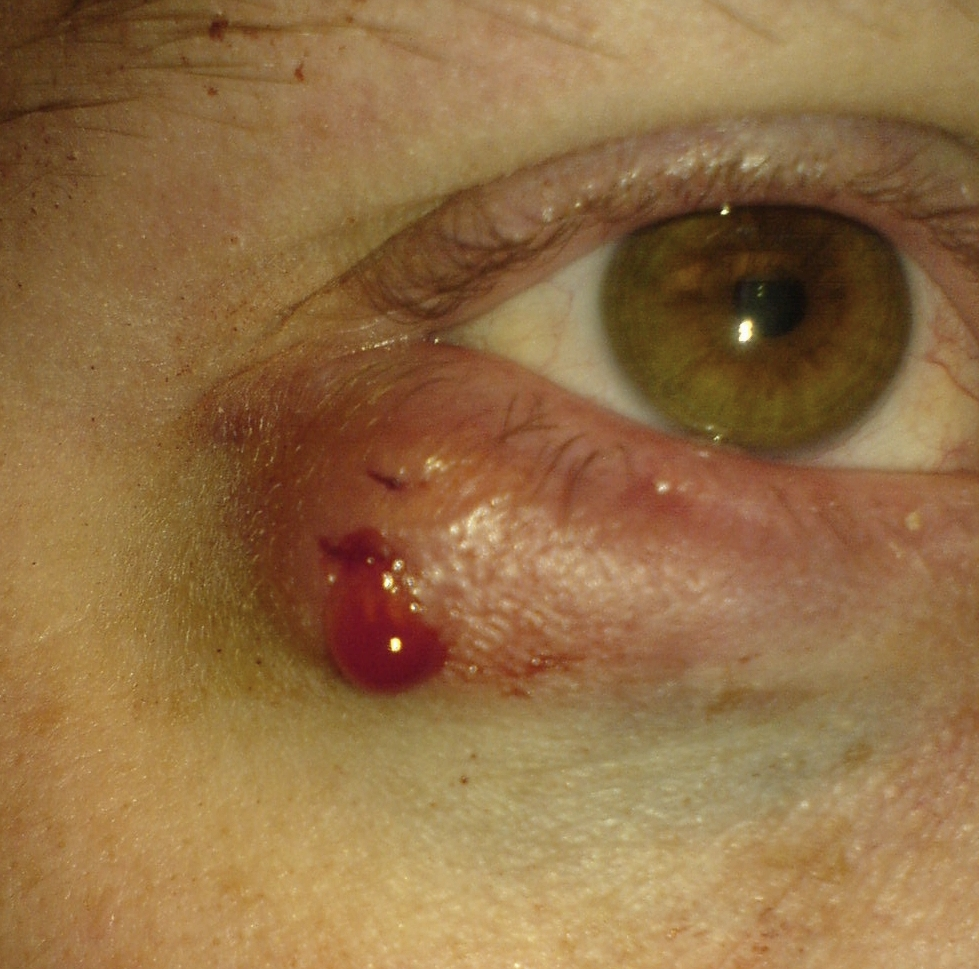
Un chalazion juste après une excision.

Si le chalazion persiste plus de 4 ou 5 jours, il faut prendre rendez-vous chez un ophtalmologue. Même si le chalazion est une pathologie bénigne et sans aucun caractère de gravité, cela peut être un motif de consultation en urgence car la gêne et la douleur peuvent être importantes. L’ophtalmologue va vérifier l’état des paupières et proposer un traitement avec une pommade à base d’antibiotique et cortisone pour essayer de réduire l’inflammation.
Si la pommade ne suffit pas, l’ophtalmologue reverra le patient pour faire une petite incision au bistouri dans la glande (sous anesthésie locale) et la vider. Il n’y aura aucune cicatrice car l’incision est faite par la face interne de la paupière. Il suffit ensuite d’appliquer de nouveau la pommade quelques jours et le chalazion disparaît enfin.

## Prescription médicale
La prescription classique du médecin comprend des pommades ou des collyres ophtalmiques, à visée anti-inflammatoire. Aucune antibiothérapie n'est recommandée.

## Intervention chirurgicale
Les manipulations à domicile peuvent se révéler infructueuses, et l'ophtalmologiste peut décider d'inciser la paupière pour extraire la glande subissant l'inflammation,, dans un service ambulatoire.
En effet, pris trop tard, le chalazion s'enkyste (voir kyste) et devient impossible à drainer manuellement.
Pour des questions d'esthétique, cette incision a le plus souvent lieu à l'intérieur de la paupière.
L'incision doit être effectuée dans le sens du canal obstrué, de façon que le chirurgien ne coupe pas d'autres canaux, ce qui aurait pour effet de créer d'autres chalazions.